# بژژنا (شهرستان ستژلتسه)
بژژنا (به لهستانی:  Brzezina) یک روستا در لهستان است که در گمینا ستژلتسه اوپولسکیه واقع شده‌است.